# 罗伯特·肯德里克
罗伯特·肯德里克（英語：Robert Kendrick，1979年11月15日—）是一位美國職業網球運動員。於1999年轉為職業選手。他的最高世界排名為69位。

## 早年生活
肯德里克出生湯姆和多麗絲肯德里克，並開始打網球時的年齡為5。肯德里克的家庭是相對溫和的手段。湯姆是一個房地產估價師和多麗絲是一位家庭主婦。肯德里克有三個哥哥姐姐：克里，湯米和斯科特。他畢業於布拉德高中於1997年。 1996年，他率領球隊不敗的第一個冠軍隊擊敗來自克洛維斯西高中在最後。

## 學院和初級網球生涯
肯德里克，而被稱為“發球和上網”一些球員。肯德里克的主要優勢是他的發球和他的正手。
整個高中，他在青少年網球比賽，並得到一些間歇性的成功。 1996年，他是亞軍單打在1996年美國網球協會男童18秒全國室內錦標賽。然後在1997年，他到了最後的雙打復活節盃後，達成了單打決賽的雙打冠軍的美國網球協會國際草地網球錦標賽。 1998年，他參加了華盛頓大學的收入全美國在單打和雙打作為一個二年級的記錄31-9並獲得高達3號在合議庭排名的一年。然後，他轉到佩珀代因大學三年級，他再次取得了全美國的一個18-10的記錄。他設法達到輪16日在NCAA的男子網球錦標賽，他輸給了傑夫·莫里森。

## 職業生涯

### 2006年
2006年，肯德里克進入了前100首次在其職業生涯，結束了今年在世界第87。因此，2006年被普遍認為是肯德里克的突破年至今。
德爾雷海灘國際網球錦標賽，肯德里克到了第二輪比賽的同胞都對他的比賽。他以6-4擊敗凱文·金，7-5在第一輪，但輸給了8號種子斯帕迪亞6-4，6-1在第二輪比賽。
2006年溫布爾登網球錦標賽，肯德里克走進君子單打比賽世界排名第237。他的第一場比賽是第二天的錦標賽，6月27日。正是在9號球場，他以7-65, 6-3, 6-0直落三盤擊敗台灣球員盧彥勳。
第四天的錦標賽（6月29日）肯德里克是其中一個表現突出的職業生涯。在第二輪，在中心球場他輸給了2號種子拉斐爾·納達爾。納達爾先失二盤再倒趕三盤取得勝利，他職業生涯的兩盤的情況下擊敗肯德里克64-7, 3-6, 7-62, 7-5, 6-4。這種比賽許多人感到驚訝。肯德里克運用了發球上網的擊球風格這似乎三盤擊敗納達爾。有些人認為肯德里克是不幸沒有獲得過機會，因為第三盤在納達爾發球局在5-4（30-15），接近邊線的判定對他的這種情況可能意味著40-15和兩個賽末點。雖然肯德里克沮喪的請求挑戰，鷹眼重放顯示，判定是正確的，後來雙方進入搶七局，由於納達爾贏得搶七局，並且逆轉贏得比賽。肯德里克的發球令人印象深刻，因為他曾打出28個ACE球，納達爾只有7個。賽后，一對BBC體育評論員驚呼，這是“這場比賽的賽事迄今”。肯德里克是在比賽中從納達爾奪下一盤唯一的球員，後來他在決賽輸給了頭號種子瑞士球王的羅傑·費德勒。

### 2007年
肯德里克參加了一整年四大滿貫賽事。今年1月在澳大利亞網球公開賽在第一輪他再次與拉斐爾·納達爾交手。不過，納達爾以7-66，6-3，6-2直落三盤將肯德里克淘汰出局，納達爾充分利用了對手的6個雙發失誤和低比例的二發（38％）。肯德里克隨後幾場比賽都是第一輪淘汰出局，到達第三輪的索尼愛立信網球公開賽在比斯坎灣，佛羅里達州，在那裡他直落二盤擊敗了安迪·穆雷。在法國網球公開賽，肯德里克再次下降了第一輪，四盤輸給世界第134號蒙托亞Brzezicki阿根廷-再次因為六個雙發失誤和低比例的二發得分率（這一次，46％ ）。
6月在女王盃，他達到了第二輪贏得了一盤對未來大滿貫賽冠軍得主諾瓦克·德約科維奇，但是遭到對手逆轉淘汰出局。在溫布頓網球錦標賽，但是，他未能進入第二輪，以五盤比分敗給西班牙球員托米·羅布雷多。他在美國公開賽，第一輪比分以7-64，6-3，6-4敗給俄羅斯球員伊戈爾·安德烈耶夫。同樣，他的二發是一個弱點：他只贏得42％的二發得分率和雙誤5次。
而2007年，肯德里克ATP巡迴賽表現黯淡的一年，他贏得三個挑戰賽：達拉斯，卡拉巴薩斯和諾克斯維爾。在卡拉巴薩斯，肯德里克分別在半決賽和決賽打敗了兩個了嶄露頭角的美國同胞，約翰·伊斯內爾和唐納德·楊。

### 2008年
澳洲網球公開賽，在第一輪他以6-4，7-5，6-2直落三盤敗給當時排名第136美國同胞阿米爾德里奇 。雖然肯德里克贏得76％的得分率在他第一個發球局，但他後來只有36％得分率。他5次被打破發球局。

### 2009年
澳洲網球公開賽在第一輪的羅賓·索德靈，7-5，4-6，4-6，5-7。他到第二輪的德爾雷海灘國際網球錦標賽，他輸給了俄羅斯選手葉甫根尼·科羅廖夫，印地安泉大師賽在第二輪以6-3，6-6，5-7輸給了大衛·納爾班迪安，邁阿密大師賽在第二輪4-6 ，4-6擊敗索德靈，然後第三輪以5-7，4-6輸給若-威爾弗里德·特松加。
肯德里克沒能走出第一輪美國男子紅土球場錦標賽或埃斯托利爾公開賽。在法國網球公開賽，他以比分67-7，7-5，7-611，4-6，6-3擊敗丹尼爾·布萊德，第一次在他的職業生涯晉級第二輪，他以5-7，0-6，1-6敗給吉爾·西蒙。
溫布頓網球錦標賽他被3號種子安迪·穆雷5-7，7-63，3-6，4-6以淘汰出局。

## 外部連結
- 罗伯特·肯德里克（英文/西班牙文）的官方資料
- 罗伯特·肯德里克的國際網球總會 職業／青少年 官方資料（英文）
- 罗伯特·肯德里克的官方資料（英文）